# Люксембург на зимних Олимпийских играх 2006
Люксембург принимал участие в Зимних Олимпийских играх 2006 года в Турине (Италия) в седьмой раз за свою историю, но не завоевал ни одной медали. Представляла Люксембург на Играх одна спортсменка, Флёр Максвелл, женском одиночном фигурном катании, она заняла 24-е место.